# Gemmuloborsonia neocaledonica
Gemmuloborsonia neocaledonica é uma espécie de gastrópode do gênero Gemmuloborsonia, pertencente a família Turridae.